# Antofagasta de la Sierra
Antofagasta de la Sierra è un comune di terza categoria dell'Argentina, capoluogo del dipartimento omonimo nella provincia di Catamarca, situato in piena regione andina, a 608 km dal capoluogo provinciale.